# Commission de lutte contre le criquet pèlerin dans la région occidentale
 (novembre 2023).

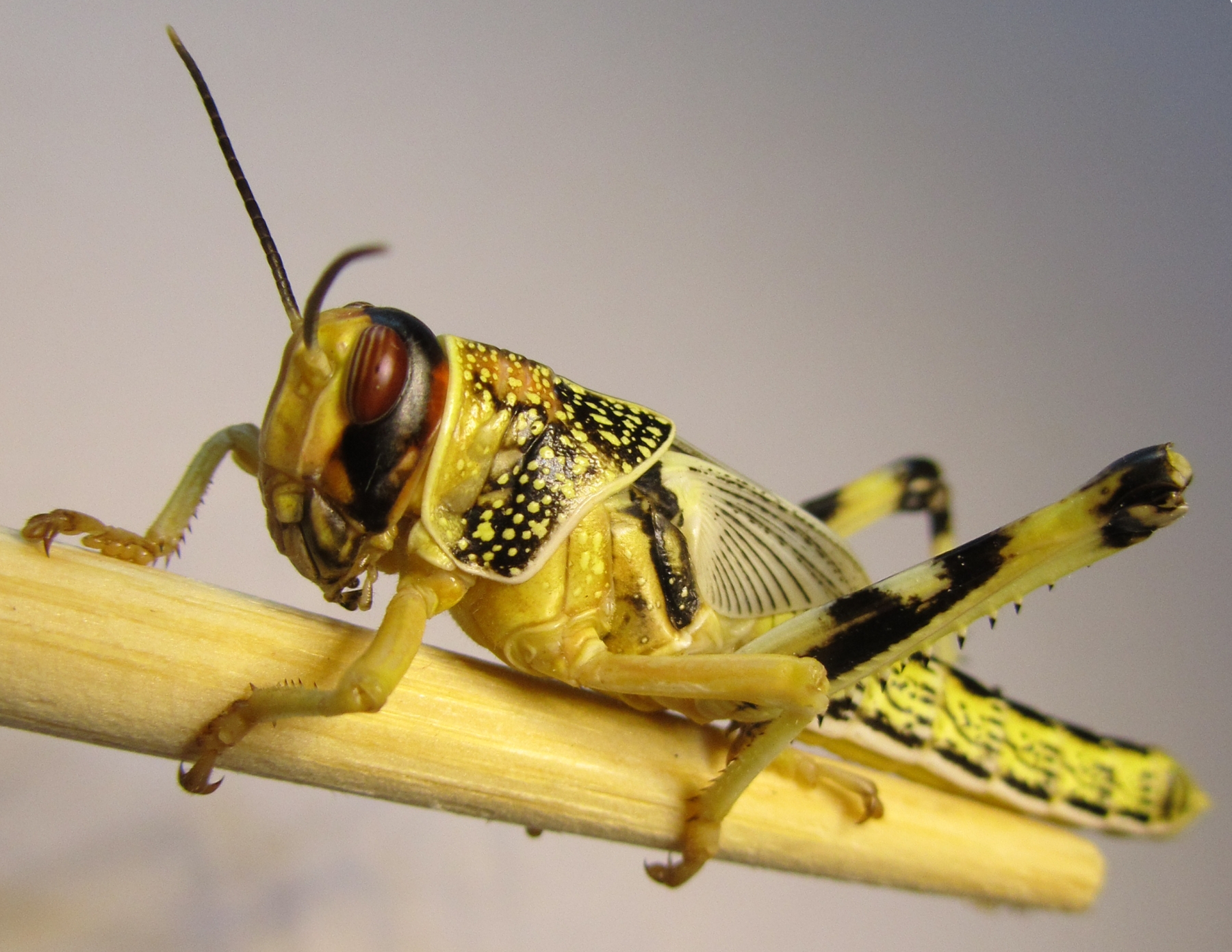
Un criquet pèlerin, dont les essaims sont depuis des siècles une menace pour la production agricole en Afrique, au Moyen-Orient et en Asie.

La Commission de lutte contre le criquet pèlerin dans la région occidentale (CLCPRO) est une commission régionale relevant de l'Organisation des Nations Unies pour l'alimentation et l'agriculture (FAO) créée en 2002 à la suite de l'expansion de la Commission de Lutte contre le criquet pèlerin en Afrique du Nord-Ouest (CLCPANO) et l'adhésion de certains pays de l'Organisation Commune de Lutte Antiacridienne et Lutte Antiaviaire (OCLALAV).